# Голубок коста-риканський
Голубок коста-риканський (Zentrygon costaricensis) — вид голубоподібних птахів родини голубових (Columbidae). Мешкає в Коста-Риці і Панамі.

## Опис

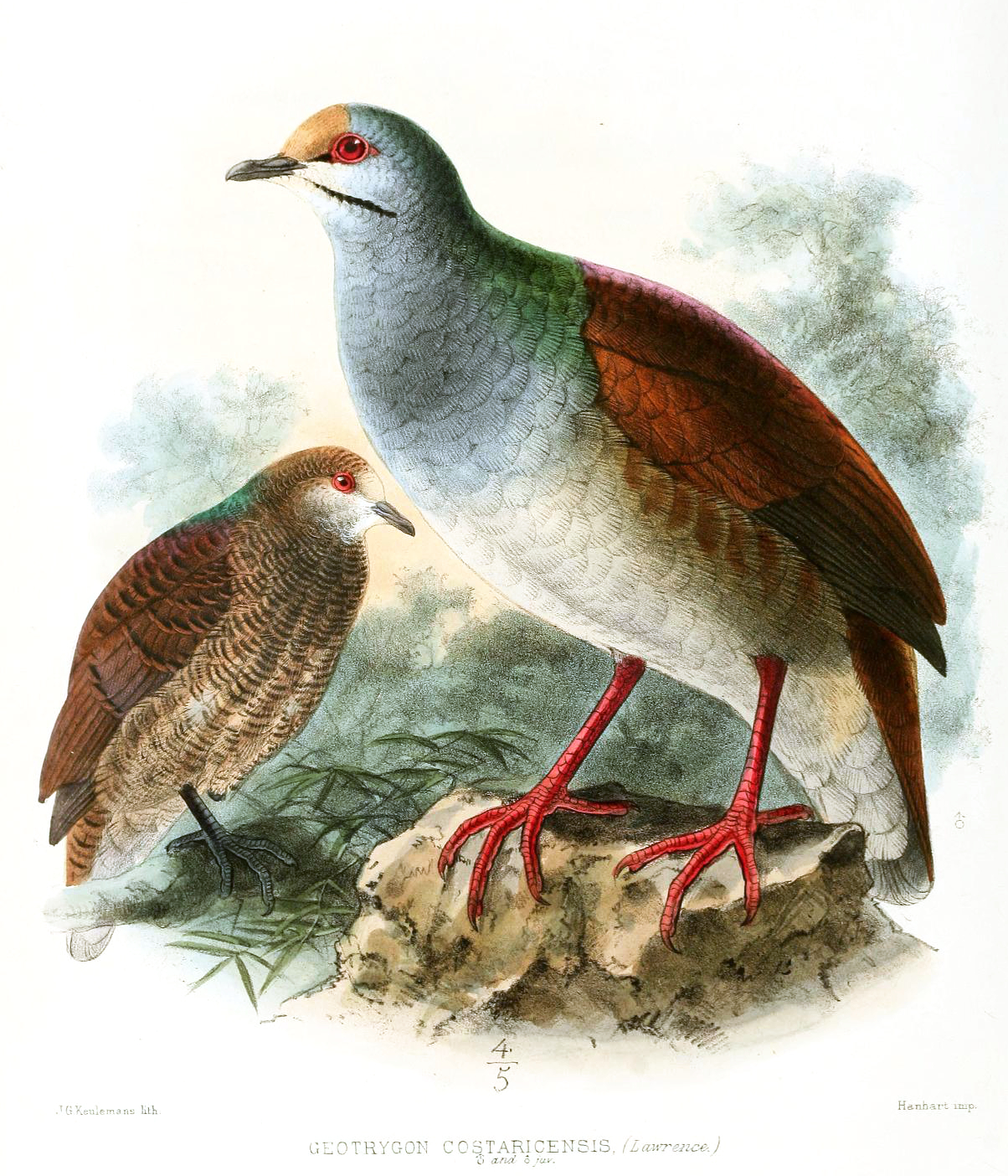
Коста-риканський голубок

Довжина птаха становить 24-28 см, вага 225-283 г. Виду не притаманний статевий диморфізм. Лоб білувато-коричневий, тім'я сизе, потилиця, задня частина шиї і верхня частина спини блідо-зеленуваті. Решта спини, крила і хвіст темно-бордові з фіолетово-пурпуровим відблиском. Махові пера темно-оливково-коричневі, центральні махові пера мають охристі края. Підборіддя і горло білі, обличчя білувате, щоки світло-сірі, на щоках помітні чорні смуги, від дзьоба до очей ідуть чорні смуги. Верхня частина грудей світло-сизі, з боків груди мають зеленуватий відтінок. Живіт і гузка білуваті зі світло-коричневим відтінком, боки коричневі. Очі темно-карі, навколо очей червоні кільця. Дзьоб коричневий, біля основи червонуватий, лапи червоно-пурпурові. У молодих птахів тім'я і потилиця темно-сірі з зеленим відблиском, верхня частина тіла темно-каштанова з нечіткими темними смугами, пера на верхній частині тіла мають коричневі кінчики.

## Поширення і екологія
Коста-риканські голубки мешкають в горах Коста-Рики і західної Панами. Вони живуть в підліску вологих гірських тропічних лісів. Зустрічаються поодинці або парами, на висоті від 1000 до 2000 м над рівнем моря. Живляться насінням, плодами і дрібними безхребетними, яких шукають серед опалого листя. Гніздо являє собою платформу з гілочок і моху. В кладці 1-2 яйця.